# Haycock Island
Haycock Island är en ö i Australien. Den ligger i kommunen Cairns och delstaten Queensland, omkring 1 400 kilometer nordväst om delstatshuvudstaden Brisbane.
Savannklimat råder i trakten. Genomsnittlig årsnederbörd är 1 800 millimeter. Den regnigaste månaden är mars, med i genomsnitt 445 mm nederbörd, och den torraste är september, med 23 mm nederbörd.